# 연개 (성씨)
연개는 한국의 성씨이다. 대표적 인물로는 연개소문으로 알려져 있으나, 연개소문과는 관련이 없다. 연개소문은 연씨이다.